# 唐納德·特朗普寶寶氣球
在美國總統唐納德·特朗普對英國進行正式訪問期間，英國巿民升起一特朗普充氣諷刺藝術品向他本人、他的到訪、他的種族觀點、他的性行為不端歷史，以及他的政策來抗議。
2018年7月13日，氣球在倫敦國會廣場上升起，警方估計有超過10萬名抗議人士參與。第二天，愛丁堡麥道斯亦舉行抗議活動，另有5萬人參與。雖然特朗普沒有訪問愛丁堡，該週末他在自己的坦伯利高爾夫球場度過，但蘇格蘭警方不准許氣球在當地升空。

## 概念
其中一個發起人，馬克斯·韋克菲爾德（Max Wakefield）形容氣球抗議活動是為了回應“极右政治的崛起，使人們失去權力，以便掌權”，並將其視為試圖在圍繞特朗普訪問的政治話題中引入一些“良好的英國幽默”。韋克菲爾德引用特朗普政府的家庭分離政策及特朗普令美國退出巴黎氣候協議作為抗議所針對的政策例子。領導該活動的利奧·穆雷（Leo Murray）在其群眾募資聲明中寫道：
[當]特朗普於今年7月13日星期五訪問英國時，我們想確保他知道英國所有人都在看不起他並嘲笑他，這就是我們籌款的原因。我們已經籌集到足夠的資金來請專業的充氣公司製造6米高軟式飛船，在特朗普訪問期間飛越國會廣場的上空。
6（20英尺）高，氦氣充氣塑料，也被稱為“氣球”或“軟式飛船”，由馬特·邦納（Matt Bonner）設計，並由來自萊斯特的建造。它是在crowdfunder.co.uk上進行群眾募資活動後製作，令創造和部署成本提升了16,000英鎊。氣球將特朗普描繪成“憤怒的橙色寶寶”，它的特徵包括咆哮的嘴巴、纖細的手、穿著尿片，以及拿著一部智能手機。
發起人馬克斯·韋克菲爾德說：“你能與唐納德·特朗普產生任何影響的唯一方法就是嘲笑他，因為你不能讓他參與任何形式的爭論——永遠不會有效果。”。

## 歷史
是次抗議需要大倫敦政府、倫敦警察和國家航空交通服務控股公司的許可才可將氣球飛越國會廣場，廣場上空被視為受限制的空域。在得到許可後，當局準許它升空並需繫繩，限制升空高度至30（100英尺），最多兩小時。大倫敦政府的“城市運營”（City Operations）團隊和國家航空交通服務控股公司均強調抗議的性質並未對他們的決定起作用。
得知此氣球後，特朗普作出評論：“我想當他們把軟式飛船放出來，讓我覺得不受歡迎時，我沒有去倫敦的理由。”。
氣球在倫敦出現後，氣球被帶到了愛丁堡，在那裏它飛越麥道斯，一個靠近市中心的公園，作為反對特朗普對蘇格蘭進行為期兩天訪問的抗議活動的一部分，在坦伯利高爾夫球場附近讓氣球升空的許可被拒絕。2018年7月17日，在美國搖滾樂隊珍珠果醬樂團演出期間，氣球被拴在倫敦O2體育館外，帶著他們的祝福。
美國的一群活動家在GoFundMe活動籌集了近24,000美元用於建造四個特朗普寶寶氣球，他們計劃讓氣球飛越新澤西州貝德明斯特的特朗普國家高爾夫俱樂部。最初，他們在得到設計師的許可下，籌集4,500美元以製造一個氣球，但他們最後所籌集的資金超出他們原先所訂的目標五倍。
包括大英博物館和倫敦博物館在內的博物館已表示有興趣收購或展示原版的氣球。

## 外部連結
- YouTube上的Trump Baby Balloon Steals Spotlight During London Protests (13 July 2018), CNBC
- YouTube上的Unedited/Raw video "Trump baby blimp flies in London – watch live", for a glance at the aeronautical performance. (13 July 2018), The Guardian